# Mars 1790
Cette page présente les faits marquants du mois de mars 1790.

## Événements
- 1er mars, Inde : début de la troisième guerre du Mysore entre Britanniques, Marathes et le nizâm de Hyderâbâd contre le sultan de Mysore Tipû Sâhib, sous le prétexte d’une attaque de ce dernier le 29 décembre 1789 contre un allié hindou de la Compagnie anglaise des Indes orientales (fin en 1792)[1].
- 4 mars : la Flandre française est intégrée au département du Nord.
- 8 mars : Barnave, porte-parole des colons de Saint-Domingue, fait admettre le maintien de l'esclavage dans les colonies.
- 8 et 28 mars : la Constituante adopte un décret et une instruction qui écartent les colonies du droit métropolitain et crée des assemblées coloniales ouvertes aux propriétaires. Il confirme l'esclavage mais donne l'égalité de droit entre tous les citoyens libres. Le 28 mai les Blancs de Saint-Domingue, qui ont élu une assemblée excluant les libres de couleur, votent une Constitution[2].
- 15 mars, révolution brabançonne : une adresse présentée aux états de Brabant par Vonck et ses principaux partisans entraine des luttes de faction entre révolutionnaires aristocrates (statistes) et bourgeois (vonckistes). Les statistes, qui disposent de l’appui populaire, provoquent les journées des 16 et 18 mars, qui balaient les vonckistes, accusés d’anarchie, les forçant à l’émigration[3].
- 16 mars, France : suppression des lettres de cachet.
- 18 mars, France : Claude-Pierre de Delay d'Agier, député de la noblesse de la province du Dauphiné, prononce un discours contre la liberté du commerce du sel, et propose, le même jour, le remplacement de la gabelle par une imposition calculée pour un tiers sur les terres, un tiers sur la capitation, un sixième sur les maisons des villes et un sixième sur celles des campagnes.
- 21 mars :
  - États-Unis : Thomas Jefferson est choisi comme secrétaire d’État[4] du premier gouvernement de George Washington (1789–1793).
  - France : suppression de la gabelle.
- 29 mars :
  - Le pape condamne le texte de la Déclaration des droits de l'homme et du citoyen.
  - Reddition d’Anvers[5].
  - Pacte d’assistance entre la Prusse et la Pologne[6].

## Naissances
- 2 mars : Philippe-Charles Schmerling (mort en 1836), médecin et préhistorien belge.
- 6 mars : Jacques Arago (mort en 1854), romancier, auteur dramatique et explorateur français.
- 12 mars : John Frederic Daniell († 1845), chimiste et physicien britannique.
- 29 mars : John Tyler, né à Greenway, Virginie, décès le 18 janvier 1862 à Richmond (Virginie), est le dixième président des États-Unis. Son mandat commence en 1841 au décès de W.H. Harrison dont il est le vice-président, et se termine en 1845.

## Décès
- 7 mars : Jean-Baptiste Romé de l'Isle (né en 1736), minéralogiste français.